# Drittanfechtungsklage
Die Drittanfechtungsklage ist eine verwaltungsprozessuale Anfechtungsklage, die sich gegen den einen Dritten begünstigenden Verwaltungsakt richtet (sog. Verwaltungsakt mit Doppel- oder Drittwirkung). Auch wenn der Kläger nicht Adressat des Verwaltungsakts ist, muss er geltend machen, dass der Verwaltungsakt rechtswidrig und er dadurch in seinen Rechten verletzt ist (§ 42 Abs. 2 VwGO). 
Erforderlich ist nach der überwiegend vertretenen Möglichkeits- und Schutznormtheorie, dass der Kläger substantiiert Tatsachen vorträgt, die es möglich erscheinen lassen, dass er durch den angegriffenen Verwaltungsakt in seinen Rechten verletzt ist. Damit ist umgekehrt die Klagebefugnis ausgeschlossen, wenn offensichtlich und eindeutig nach keiner Betrachtungsweise die vom Kläger behaupteten Rechte bestehen oder ihm als subjektives Recht zustehen können.
Die Klage ist begründet, wenn der Verwaltungsakt rechtswidrig und der Kläger dadurch in seinen Rechten verletzt ist (§ 113 Abs. 1 Satz 1 VwGO). Dies ist der Fall, wenn der Verwaltungsakt eine drittschützende Norm verletzt. Ob eine Norm drittschützenden Charakter vermittelt, entscheidet sich nach der Rechtsprechung des Bundesverwaltungsgerichts danach, ob „in qualifizierter und zugleich individualisierter Weise auf schutzwürdige Interessen eines erkennbar abgegrenzten Kreises Dritter Rücksicht zu nehmen ist“.
Praktisch bedeutsames Beispiel ist die Nachbarklage gegen eine Baugenehmigung (Baunachbarklage). Hier können sowohl bauplanungs- als auch bauordnungsrechtliche Vorschriften drittschützend sein. Das Gebot der Rücksichtnahme ist den partiell (mittelbar) drittschützenden Normen des Baurechts zuzuordnen. Widerspruch und Klage gegen die Baugenehmigung haben jedoch keine aufschiebende Wirkung (§ 212a BauGB). Vorläufiger Rechtsschutz kann nach § 80a VwGO beantragt werden, im Bauanzeigeverfahren gem. § 123 VwGO.
Weitere Beispiele sind die sog. Konkurrentenklagen.
Bei Drittanfechtungsklagen ist der Begünstigte notwendig beizuladen (§ 65 Abs. 2 VwGO).